# مسجد العسقلاني (عدن)
مسجد العسقلاني ويعرف باسم مسجد البيحاني هو مسجد تاريخي قديم يقع في شارع حسين بمدينة عدن في اليمن ولا يعرف تاريخ بنائه بالضبط وأعيد بناؤه مرات متعددة.

## التسمية
سمي المسجد تيمنا بأحمد بن علي أبن حجر العسقلاني بعد إقامته في المسجد لمدة 6 أشهر خلال زيارته لمدينة عدن سنة 806 هجرية، بينما يسميه البعض باسم مسجد البيحاني بسبب قيام محمد بن سالم البيحاني بالإمامة والخطابة في المسجد ولقيامه بإعادة بناء المسجد.

## تاريخ
- 806 هجرية إقامة ابن حجر العسقلاني في المسجد وإلقاء الدروس الدينية فيه.[1]
- 1873 م ترميم وتوسعة المسجد على يد علي عبد الله اليافعي.[3]
- 1369 هجرية هدم المسجد وإعادة بنائه على يد محمد سالم البيحاني وسعيد أحمد عمر بازرعة.[4]